# 812 Adele
812 Adele este un asteroid din centura principală, descoperit pe 8 septembrie 1915, de Serghei Beliavski.